# Angraecum
Genre
Le genre Angraecum comprend plus de 200 espèces d'orchidées. Certaines d'entre elles sont spectaculaires. Ce genre est inclus dans la tribu des Sarcanthinae. Ces espèces ne possèdent pas de pseudobulbes mais ont une tige à croissance monopodiale. Ce sont des orchidées souvent de grande taille, épiphytes, adaptées aux conditions des forêts sèches d'Afrique tropicale ou de Madagascar. Seules quelques espèces sont originaires d'Asie.
Le naturaliste français Bory de Saint-Vincent est le premier à décrire une espèce du genre, l'Angraecum eburneum, en 1805 d'après un spécimen découvert sur l'île de La Réunion. Le botaniste Du Petit-Thouars va à son tour découvrir une vingtaine d'espèces nouvelles dans les deux décennies suivantes.
C'est Achille Richard qui se chargera en 1828 de publier les premières diagnoses latines pour le genre et les espèces connues alors, en partie à l'aide des notes de Du Petit-Thouars.
Angraecum sesquipedale mérite une attention particulière en raison d'une prédiction faite par Darwin en 1862 concernant le mode de pollinisation. En effet la poche de nectar est éloignée d'environ 30 cm de la partie externe des pièces florales et, selon Darwin, il devait se trouver un papillon muni d'une trompe susceptible d'avoir une longueur entre 25 et 27 cm. Cette prédiction, fondée sur l'idée de coévolution, suscita de nombreuses railleries et il faudra attendre 40 ans avant que Lionel Walter Rothschild et Heinrich Ernst Karl Jordan ne découvrent un papillon de la famille des sphinx, Xanthopan morgani praedicta, à la trompe démesurée. Cette trompe de 27 cm de long décrit 20 tours pour se loger dans la tête au repos.

## Étymologie
Angraecum est la forme latinisée d'Anggrek, mot qui signifie "orchidée" dans différentes langues austronésiennes dont l'indonésien et le javanais.

## Diagnose
Calycis laciniae exteriores subpatentes aut erectiusculae, aequales duabus interioribus angustioribus; labellum sessile, cum antica gynostemii basi articulatum, saepius concavum, integrum, apice apiculatum aut trilobum, basi in calcar forma longitudineque varium desinens. Gynostemium saepius breve vel longiusculum, apice et antice aliquando bicorne; anthera terminalis operculiformis decidua. Pollinia duo ovata, solida.
Herbae parasiticae; quaedam basi in bulbo dilatatae. Foli radicalia aut caulinia alterna, supra basin articulata et transverse secedentia. Flores resupinati, inflorescentia varii. Ovarium contortum.
Richard. 1828.

## Liste des espèces
- Section Acaulia Garay, 1973.
  - Angraecum brachyrhopalon Schltr., 1925 - nord de Madagascar.
  - Angraecum chaetopodum Schltr., 1925 - nord de Madagascar.
  - Angraecum pergracile Schltr., 1925 - nord de Madagascar.
  - Angraecum rhynchoglossum Schltr., 1925 - centre de Madagascar.
  - Angraecum setipes Schltr;, 1925 - centre de Madagascar.

- Section Afrangraecum Summerh.
  - Angraecum affine Schltr., 1905 - ouest et centre de l'Afrique tropicale jusqu'à l'Ouganda.
  - Angraecum astroarche Ridl., 1887 - São Tomé.
  - Angraecum claessensii De Wild., 1916 - Afrique de l'ouest tropicale jusqu'au Congo.
  - Angraecum cribbianum Szlach. &  Olzs., 2001 - Gabon.
  - Angraecum firthii Summerh., 1958 - Cameroun, Ouganda, Kenya.
  - Angraecum mofakoko De Wild., 1916  - Congo.
  - Angraecum multinominatum Rendle, 1913 - ouest de l'Afrique tropicale jusqu'au Gabon.
  - Angraecum pyriforme - ouest de l'Afrique tropicale.
  - Angraecum reygaertii De Wild., 1916 -  du Cameroun à l'Ouganda.

- Section Angraecoides (Cordem.) Garay, 1973.
  - Angraecum chermozoni H. Perrier, 1938 - nord-est de Madagascar.
  - Angraecum cilaosianum (Cordem.)  Schltr., 1915 - Réunion.
  - Angraecum clavigerum Ridl, 1885 - Madagascar.
  - Angraecum curvicaule Schltr., 1925 - nord-est de Madagascar.
  - Angraecum elliotii Rolfe, 1891 - est de Madagascar.
  - Angraecum obversifolium Frapp. ex Cordem., 1895 - Mascareignes.
  - Angraecum pingue Frapp., 1895 - Mascareignes.
  - Angraecum rhizomaniacum Schltr., 1925 - centre de Madagascar.
  - Angraecum rostratum Ridl., 1885- sud-est de Madagascar.
  - Angraecum sedifolium Schltr., 1925 - centre de Madagascar.
  - Angraecum scalariforme H. Perrier, 1955 - nord de Madagascar, Comores.
  - Angraecum triangulifolium Senghas, 1964 - Madagascar.
  - Angraecum zaratananae Schltr., 1925 - nord de Madagascar.

- Section Angraecum

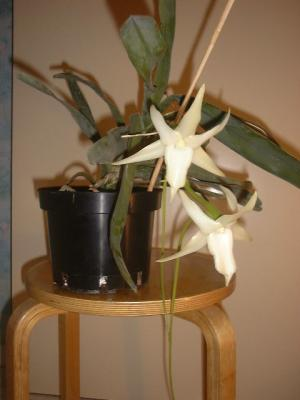
Angraecum sesquipedale

  - Angraecum crassum Thouars, 1822, - nord-est de Madagascar.
  - Angraecum eburneum Thouars, 1822 - du sud-est du Kenya à l'est de la Tanzanie, ouest de l'océan indien. 
    - Angraecum eburneum subsp. eburneum - îles de l'océan indien.
    - Angraecum eburneum subsp. giryamae (Rendle) Senghas & Cribb - du sud-est du Kenya à l'est de la Tanzanie.
    - Angraecum eburneum subsp. superbum Thouars (H.Perrier) - Seychelles, Comores, Madagascar.
    - Angraecum eburneum subsp. xerophilum H.Perrier - sud-ouest de Madagascar.

  - Angraecum humbertii H. Perrier, 1939 - sud-ouest de Madagascar.
  - Angraecum longicalcar (Bosser) Senghas' - Madagascar.
  - Angraecum protensum Schltr., 1925 - sud-est de Madagascar.
  - Angraecum serpens (H. Perrier) Bosser, 1970 - Madagascar.
  - Angraecum sesquipedale Thouars, 1822 - est et sud de Madagascar.
    - Angraecum sesquipedale var. angustifolium Bosser & Morat - sud-ouest de Madagascar.
    - Angraecum sesquipedale var. sesquipedale Schltr. -  est et sud de Madagascar

  - Angraecum sororium Schltr., 1925 - Madagascar.

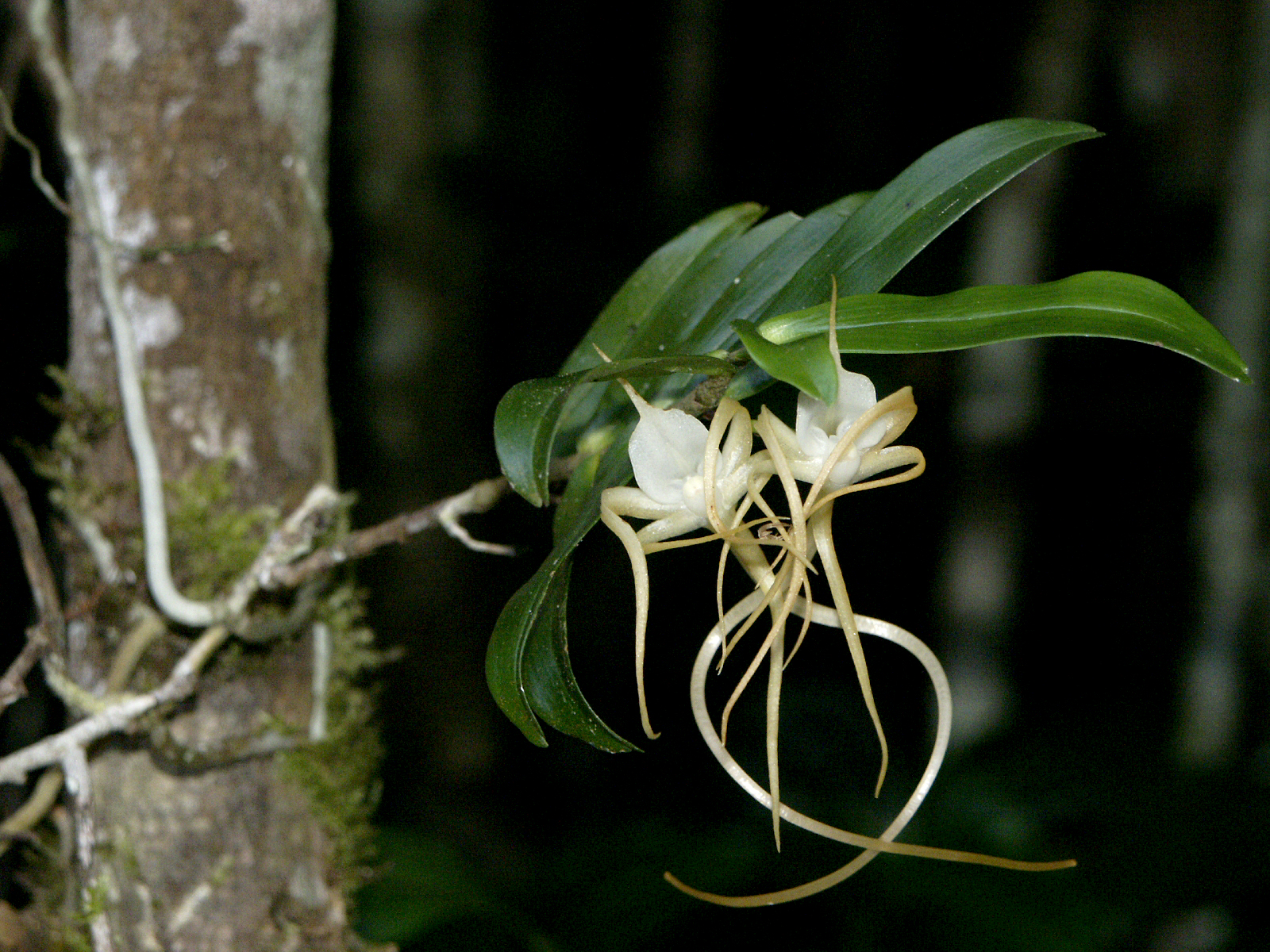
Angraecum conchoglossum

- Angraecum conchoglossumSection Arachnangraecum Schltr., 1925.
  - Angraecum ampullaceum  Bosser, 1970 - Madagascar.
  - Angraecum arachnites Schltr., 1925 - centre de Madagascar.
  - Angraecum birrimense Rolfe, 1914 - Afrique de l'ouest tropicale.
  - Angraecum conchiferum   Lindl., 1837 - du Kenya à l'Afrique du Sud.
  - Angraecum conchoglossum Schltr., 1918 - Madagascar et Réunion[1].
  - Angraecum danguyanum H. Perrier, 1938 - nord-est de Madagascar.
  - Angraecum eichlerianum Kraenzl. 1882 - du Nigeria à l'Angola. 
    - Angraecum eichlerianum var. curvicalcaratum - Cameroun
    - Angraecum eichlerianum var. eichlerianum - du Nigéria à l'Angola.

  - Angraecum expansum Thouars, 1822 - Réunion.
    - Angraecum expansum subsp. expansum - Réunion.
    - Angraecum expansum subsp. inflatum - Réunion.

  - Angraecum germinyanum Hort.Sand. ex Hook.f., 1889 - Mascareignes, Comores, Madagascar.
  - Angraecum infundibulare Lindl., 1862 - du Nigeria à l'est de l'Afrique tropicale.
  - Angraecum linearifolium Garay, 1972 - nord de Madagascar.
  - Angraecum mirabile Schltr., 1918 - nord-est de Madagascar.
  - Angraecum platycornu Hermans, P.J.Cribb & Bosser, 2002 - Madagascar.
  - Angraecum popowii Braem, 1991 - Madagascar.
  - Angraecum pseudofilicornu H. Perrier, 1938 - nord de Madagascar.
  - Angraecum scottianum Rchb.f., 1878 - Comores.
  - Angraecum spectabile Summerh., 1958 - nord-ouest de la Tanzanie.
  - Angraecum sterrophyllum Scheltr., 1916 - centre de Madagascar.
  - Angraecum teretifolium Ridl., 1895 - Madagascar.

- Section Boryangraecum Schltr., 1925.
  - Angraecum aviceps Schltr., 1925 - nord de Madagascar.
  - Angraecum dives Rolfe, 1897 - Socotra, sud-ouest de la Somalie jusqu'à la Tanzanie.
  - Angraecum flavidum Bosser, 1970 - nord de Madagascar.
  - Angraecum geniculatum G.Williamson, 1990 - ouest de la Zambie.
  - Angraecum myrianthum Schltr., 1918 - sud-ouest de Madagascar.
  - Angraecum ochraceum Schltr., 1915 - sud-est de Madagascar.
  - Angraecum pinifolium Bosser, 1970 - nord-est de Madagascar.
  - Angraecum pumilio Schltr., 1916 - nord de Madagascar.
  - Angraecum sacciferum Lindl., 1837  - de São Tomé au  Kenya et à l'Afrique du Sud.
  - Angraecum sinuatiflorum H. Perrier, 1951 - sud-est de Madagascar.
  - Angraecum tamarindicolum Schltr., 1925.
  - Angraecum teres Summerh., 1958 - Tanzanie.
  - Angraecum vesiculiferum Schltr., 1925 - centre de Madagascar.
  - Angraecum xylopus Rchb.f., 1885 - Comores.

- Section Chlorangraecum Schltr.
  - Angraecum ferkoanum Schltr., 1918 - Madagascar.
  - Angraecum huntleyoides Schltr., 1907  - nord-est de Madagascar.

- Section Conchoglossum Schltr., 1918.
  - Angraecum angustipetalum Rendle, 1913 - ouest et centre-ouest de l'Afrique tropicale jusqu'au Malawi.
  - Angraecum brevicornu Summerh., 1962 - nord-est de la Tanzanie.
  - Angraecum cultriforme Summerh., 1958 - du Kenya au nord-est du Natal.
  - Angraecum curvipes Schltr., 1905 - Cameroun.
  - Angraecum egertonii Rendle, 1913 - sud du  Nigeria au Gabon.
  - Angraecum erectum  Summerh., 1956 - est de l'Afrique tropicale
  - Angraecum lisowskianum   Szl. &  Olzs., 2001 - du Nigeria à la Guinée équatoriale.
  - Angraecum moandense De Wild., 1916 - ouest de l'Afrique tropicale jusqu'à l'Ouganda.
  - Angraecum modicum Summerh., 1958  - Liberia.
  - Angraecum stolzii Schltr., 1915  - de la Tanzanie à la Zambie.
  - Angraecum umbrosum P.J.Cribb, 1985 - Malawi.
  - Angraecum viride Kraenzl., 1914 - Tanzanie.

- Section Dolabrifolia (Pfitzer) Garay, 1973.
  - Angraecum aporoides Summerh., 1964 - du Nigeria au centre-ouest de l'Afrique tropicale.
  - Angraecum bancoense Berg, 1980 - Cameroun et Côte d’Ivoire.
  - Angraecum distichum Lindl., 1781 - Afrique tropicale, Gabon et Cameroun.
  - Angraecum podochiloides Schltr., 1906 - Afrique de l'ouest.
  - Angraecum poppendickianum Szlachetko & Olszewski, 2001 -  Gabon et Cameroun.

- Section Filangis Garay, 1973.
  - Angraecum amplexicaule Toil.-Gen., 1961 - nord-est de Madagascar.
  - Angraecum cornigerum Cordem., 1899 - Réunion.
  - Angraecum filicornu Thouars, 1822 - Mascareignes, Madagascar.
  - Angraecum meirax (Rchb. f.) H. Perrier, 1938 - Comores, Madagascar.
  - Angraecum melanostictum Schltr., 1918 - Madagascar.
  - Angraecum moratii Bosser, 1970 - nord-est de Madagascar.
  - Angraecum trichoplectron Schltr., 1915 - Madagascar.

- Section Gomphocentrum (Benth.) Garay, 1973.
  - Angraecum acutipetalum Schltr., 1916 - Madagascar.
  - Angraecum andringitranum Schltr., 1925  - sud-est de Madagascar.
  - Angraecum calceolus Thouars, 1822 - bordure ouest de l'océan indien.
  - Angraecum caulescens Thouars, 1822 - Mascareignes, Madagascar.
  - Angraecum cordemoyi  Schltr., 1915 - Réunion.
  - Angraecum cornucopiae H. Perrier, 1955 - Madagascar.
  - Angraecum corynoceras Schltr., 1925 - nord de Madagascar.
  - Angraecum crassifolium Schltr., 1915 - Réunion.
  - Angraecum dauphinense Schltr., 1915 - sud-ouest de Madagascar.
  - Angraecum inapertum Thouars, 1822 - Mascareignes, Madagascar.
  - Angraecum multiflorum Thouars, 1822 - tout l'ouest de l'océan indien.
  - Angraecum rhizanthiumH. Perrier, 1951 - nord de Madagascar.
  - Angraecum sacculatum Schltr., 1925 - Madagascar.
  - Angraecum tenuipes Summerh., 1952 - nord de Madagascar.
  - Angraecum undulatum    (Cordem.) Schltr., 1915 - Mascareignes.
  - Angraecum verecundum Schltr., 1925 - centre de Madagascar.
  - Angraecum vesiculatum Schltr., 1925- nord de Madagascar.
  - Angraecum zeylanicum Lindl., 1859 - Seychelles (Mahe), Sri Lanka.

- Section Hadrandis Schltr.
  - Angraecum bracteosum Balf.f. & S.Moore, 1876 - Réunion.
  - Angraecum cadetii Bosser, 1987 - Réunion, Maurice.
  - Angraecum striatum Thouars, 1822 - Réunion.

- Section Humblotiangraecum Schltr.
  - Angraecum leonis (Rchb.f.) Andre, 1885 - Comores, Madagascar.
  - Angraecum magdalenae Schltr. & H. Perrier, 1925 - Madagascar.
    - Angraecum magdalenae var. latiilabellum - nord de Madagascar.
    - Angraecum magdalenae var. magdalenae - centre de Madagascar.

  - Angraecum mahavavense H. Perrier, 1938 - nord de Madagascar.
  - Angraecum potamophilum Schltr., 1913 - nord-ouest de Madagascar.
  - Angraecum praestans Schltr., 1913 - Madagascar.
  - Angraecum viguieri Schltr., 1922 - Madagascar.

- Section Lemurangis Garay, 1973.
  - Angraecum alleizettei Schltr., 1920 - centre de Madagascar.
  - Angraecum baronii   (Finet) Schltr., 1915 - nord et centre de Madagascar.
  - Angraecum costatum   Frapp. ex Cordem., 1895 - Réunion, Maurice.
  - Angraecum decaryanum H. Perrier, 1938 - sud-ouest de Madagascar.
  - Angraecum falcifolium Bosser, 1970 - sud-est de Madagascar.
  - Angraecum floribundum Bosser, 1970 - centre de Madagascar.
  - Angraecum humile Summerh., 1958 - du Rwanda au Zimbabwe.
  - Angraecum longinode Frapp. ex Cordem., 1895 - Réunion.
  - Angraecum madagascariense Schltr., 1918 - nord de Madagascar.
  - Angraecum pseudopetiolatum Frapp. ex Cordem., 1895 - Réunion.

- Section Lepervenchea (Cordem.)  Schltr.
  - Angraecum appendiculoides Schltr., 1922  - centre de Madagascar.
  - Angraecum caricifolium H. Perrier, 1938 - centre de Madagascar.
  - Angraecum musculiferum H. Perrier, 1938  - nord de Madagascar.
  - Angraecum pauciramosum Schltr., 1925 - Madagascar.
  - Angraecum tenuifolium Frapp. ex Cordem., 1895 - Réunion.
  - Angraecum tenuispica Schltr., 1918 - Madagascar.

- Section Nana (Cordem.) Garay, 1973.
  - Angraecum andasibeense H. Perrier, 1938 - nord et centre de Madagascar.
  - Angraecum bemarivoense Schltr., 1925 - nord de Madagascar.
  - Angraecum chamaeanthus Schltr., 1915 - Kenya, Tanzanie, Malawi, Mozambique, Zimbabwe.
  - Angraecum decipiens Summerh., 1966 - du Kenya au nord de la Tanzanie.
  - Angraecum microcharis   Schltr., 1925 - nord de Madagascar.
  - Angraecum minus Summerh., 1958  - Tanzanie, Zambie, Zimbabwe.
  - Angraecum minutum  A.Chev. & Summerh., 1936 - Réunion.
  - Angraecum muscicolum H. Perrier, 1938  - centre de Madagascar.
  - Angraecum nanum Schltr., 1918 - Mascareignes.
  - Angraecum oberonia Finet., 1907 - Mascareignes.
  - Angraecum onivense H. Perrier, 1938 - centre de Madagascar.
  - Angraecum parvulum  Ayres ex Baker, 1877 - Mascareignes.
  - Angraecum perhumile H. Perrier, 1938 - centre de Madagascar.
  - Angraecum perparvulum H. Perrier, 1938 - Madagascar.
  - Angraecum pusillum Lindl., 1837 - de l'est du Zimbabwe à l'Afrique du Sud.
  - Angraecum rubellum Bosser, 1988 - nord-est de Madagascar.
  - Angraecum salazianum Schltr., 1915 - Réunion.
  - Angraecum spicatum (Cordem.)  Schltr., 1915 - Réunion.
  - Angraecum tenellum   (Ridl.) Schltr., 1915 - Réunion, Madagascar.
  - Angraecum viridiflorum Cordem., 1899 - Réunion.

- Section Pectinaria (Benth.)  Schltr.
  - Angraecum dasycarpum Schltr., 1918 - nord-est de Madagascar.
  - Angraecum doratophyllum Summerh., 1933 - São Tomé et Príncipe.
  - Angraecum gabonense Summerh., 1953 - ouest et centre de l'Afrique tropicale.
  - Angraecum hermannii (Cordem.) Schltr., 1915 - Réunion.
  - Angraecum humblotianum (Finet) Schltr. 1915 - nord-est de Madagascar.
  - Angraecum panicifolium H. Perrier, 1938 - nord-est de Madagascar.
  - Angraecum pectinatum Thouars, 1822 - Mascareignes, Comores, Madagascar.
  - Angraecum pungens Schltr., 1906 - du Nigeria au centre-ouest de l'Afrique tropicale.
  - Angraecum subulatum Lindl., 1838 - Afrique de l'ouest.

- Section Perrierangraecum Schltr., 1925.
  - Angraecum aloifolium Hermans & P.J. Cribb, 1997 - nord-ouest de Madagascar.
  - Angraecum ambrense H. Perrier, 1938 - nord de Madagascar.
  - Angraecum ankeranense H. Perrier, 1938 - centre de Madagascar.
  - Angraecum bicallosum H. Perrier, 1938 - nord de Madagascar.
  - Angraecum borbonicum Bosser, 1988  - Réunion, Maurice.
  - Angraecum breve Schltr., 1925 - nord de Madagascar.
  - Angraecum chimanimaniense G. Will, 1996 - Zimbabwe.
  - Angraecum clareae   Hermans, I.la Croix & P.J.Cribb, 2001 - Madagascar.
  - Angraecum compactum Schltr., 1915 - Madagascar.
  - Angraecum compressicaule H. Perrier, 1938 - centre de Madagascar.
  - Angraecum cucullatum Thouars, 1822 - Maurice, Réunion.
  - Angraecum curnowianum (Rchb.f.) Durand & Schinz, 1894 - Madagascar.
  - Angraecum curvicalcar Schltr., 1925 - nord de Madagascar.
  - Angraecum didieri  (Baill. ex Finet) Schltr. 1915 - Madagascar.
  - Angraecum dollii Senghas. 1997  - centre de Madagascar.
  - Angraecum drouhardii H. Perrier, 1938 -  centre de Madagascar.
  - Angraecum dryadum Schltr., 1925 - Madagascar.
  - Angraecum elephantinum Schltr., 1919 - centre de Madagascar.
  - Angraecum equitans Schltr., 1916 - nord de Madagascar.
  - Angraecum imerinense  Schltr., 1925  - centre de Madagascar.
  - Angraecum kranzlinianum H. Perrier, 1941 - nord et nord-est de Madagascar.
  - Angraecum lecomtei H. Perrier, 1938 - nord-est de Madagascar.
  - Angraecum letouzeyi Bosser, 1990 - nord-est de Madagascar.
  - Angraecum liliodorum   Frapp. ex Cordem., 1895 - Réunion.
  - Angraecum litorale Schltr., 1925 - Madagascar.
  - Angraecum longicaule H. Perrier, 1955 - Madagascar.
  - Angraecum obesum H. Perrier, 1938 - centre de Madagascar.
  - Angraecum oblongifolium Toill.-Gen. & Bosser, 1961 - sud-est de Madagascar.
  - Angraecum palmicolum Bosser, 1990 - centre de Madagascar.
  - Angraecum peyrotii Bosser, 1989 - Madagascar.
  - Angraecum pseudodidieri H. Perrier, 1938 - nord de Madagascar.
  - Angraecum rigidifolium H. Perrier, 1938 - centre de Madagascar.
  - Angraecum rutenbergianum   Kraenzl., 1882 - Madagascar.
  - Angraecum sambiranoense Schltr., 1925 - nord et centre de Madagascar.
  - Angraecum stella-africae   P.J. Cribb, 1983 - du Malawi au Transvaal.
  - Angraecum urschianum   Toill-Gen. & Bosser, 1961 - nord-est de Madagascar.

- Section Pseudojumellea Schltr.
  - Angraecum coutrixii Bosser, 1970 - sud-est de Madagascar.
  - Angraecum dendrobiopsis (Baill. ex Finet) Schltr., 1925 - nord de Madagascar.
  - Angraecum florulentum H. C. Rechb, 1885 - Comores.
  - Angraecum implicatum Thouars, 1822 - Réunion, Madagascar.
  - Angraecum mauritianum (Poir.) Frapp., 1880 - Mascareignes, Madagascar.
  - Angraecum penzigianum Schltr., 1925 - sud-est de Madagascar.
  - Angraecum ramosum Thouars, 1822 - Mascareignes.

- Espèces mal connues et/ou éteintes:
  - Angraecum coriaceum (Thunb. ex  Sw.) Schltr., 1915 - Madagascar. Espèce éteinte.
  - Angraecum keniae Kraenzl., 1893 - Kenya. Espèce éteinte.
  - Angraecum laggiarae Schltr., 1918 -  Madagascar.
  - Angraecum macilentum Frapp., 1889 - Réunion.
  - Angraecum metallicum Sander, 1901 - Madagascar.
  - Angraecum minutissimum  A.Chev., 1920 - Côte d’Ivoire.
  - Angraecum nzoanum A.Chev., 1920 - Guinée.
  - Angraecum palmiforme Thouars, 1822 - Mascareignes. Espèce éteinte.
  - Angraecum sanfordii P.J.Cribb & B.J.Pollard, 2002 - Cameroun.
  - Angraecum sesquisectangulum Kraenzl., 1923 - Madagascar. Espèce éteinte.
  - Angraecum yuccifolium Bojer, XIXe siècle - Maurice.

## Liste des hybrides horticoles enregistrés par laRoyal Horticultural Society
- Hybrides interspécifiques
  - Angraecum Alabaster - A.eburneum × A.veitchii - Kirsch, 1960.
  - Angraecum Amazing Grace - A.florulentum × A.magdalenae - Takimoto, 1993.
  - Angraecum Andromeda - A.North Star × A.compactum - Woodland, 2004.
  - Angraecum Appalachian Star - A.sesquipedale × A.praestans - Breckinridge, 1992.
  - Angraecum Argonaut - A.Longiscott × A.longicalcar - Hoosier, 2006.
  - Angraecum Christmas Star - A.Alabaster × A.eburneum - Kirsch, 1975.
  - Angraecum Clare Sainsbury - A.Lady Lisa × A.scottianum - Stewart, 1994.
  - Angraecum Cloud's Christmas Cradle - A.Lemförde White Beauty × A.magdalenae - Rossi, 2007.
  - Angraecum Crestwood - A.Veitchii × A.sesquipedale - Crestwood, 1973.
  - Angraecum Crystal Star - A.rutenbergianum × A.magdalenae - Pulley, 1989.
  - Angraecum Cuculena - A.cucullatum × A.magdalenae - Hillerman, 1989.
  - Angraecum Dianne's Darling - A.sesquipedale × A.Alabaster - Yarwood, 2000.
  - Angraecum Eburlena - A.eburneum × A.magdalenae - Hillerman, 1984.
  - Angraecum Eburscott - A.scottianum × A.eburneum - Hillerman, 1982.
  - Angraecum Gem Star - A.cucullatum × A.florulentum - Glicenstein, 2007.
  - Angraecum Giryvig - A.eburneum subsp. Giryamae × A.viguieri - Hillerman, 1986.
  - Angraecum Hillerman's Last - A.leonis × A.eburneum subsp. superbum - Sweeney, 1999.
  - Angraecum Island Star - A.distichum × A.doratophyllum - Glicenstein, 2009.
  - Angraecum Joyce Stewart - A.cucullatum × A.scottianum - Glicenstein, 2011.
  - Angraecum Lady Lisa - A.scottianum × A.magdalenae - Williams, 1977.
  - Angraecum Lemförde White Beauty - A.magdalenae × A.sesquipedale - Lemförder Orch., 1984.
  - Angraecum Longibert - A.eburneum subsp. Superbum × A.humbertii - Hillerman, , 1983.
  - Angraecum Longilena - A.longicalcar × A.magdalenae - Hillerman, 2004.
  - Angraecum Longiscott - A.eburneum subsp. Superbum × A.scottianum - Hillerman, 1982.
  - Angraecum Malagasy - A.sesquipedale × A.sororium - Hillerman, 1983.
  - Angraecum Memoria George Kennedy - A.eburneum subsp. giryamae × A.eburneum subsp. superbum - Nail, 1981.
  - Angraecum Memoria Mark Aldridge - A.sesquipedale × A.eburneum subsp. superbum - Timm, 1993.
  - Angraecum North Star - A.sesquipedale × A.leonis - Woodland, 2002.
  - Angraecum Ol Tukai - A.eburneum subsp. superbum × A.sesquipedale - Perkins, 1967.
  - Angraecum Orchid Jungle - A.eburneum × A.praestans - Fennell, 1979.
  - Angraecum Orchidglade - A.sesquipedale × A.eburneum subsp. giryamae, J.& s., 1964.
  - Angraecum Rose Ann Carroll - A.eichlerianum × A.sesquipedale - Johnson, 1995.
  - Angraecum Ruffels - A.Eburlena × A.magdalenae - Hoosier, 2006.
  - Angraecum Scotticom - A.scottianum × A.eburneum subsp. superbum - Hillerman, 1982.
  - Angraecum Sesquibert -  A.sesquipedale × A.humbertii - Hillerman, 1982.
  - Angraecum Sesquivig - A.viguieri × A.sesquipedale - Castillon, 1988.
  - Angraecum Shooting Star - A.florulentum × A. eburneum subsp. xerophilum - H Q Orch., 2010.
  - Angraecum Sorodale - A.sororium × A.magdalenae - RHS, 2005.
  - Angraecum Star Bright - A.sesquipedale × A.didieri - H.& R., 1989.
  - Angraecum Stephanie - A.Veitchii × A.magdalenae - Hillerman, 1982.
  - Angraecum Supercom - A.eburneum subsp. superbum × A.compactum - Hillerman, 1986.
  - Angraecum Superlena - A.eburneum subsp. superbum × A.magdalenae - Hillerman, 1983.
  - Angraecum Supero - A.eburneum subsp. superbum × A.sororium - Hillerman, 1988.
  - Angraecum Supertans - A.eburneum subsp. superbum × A.equitans - Hillerman, 1981.
  - Angraecum Suzanne Lecoufle - A.mauritianum × A.dryadum - Lecoufle, 2007.
  - Angraecum Veitchii - A.eburneum × A.sesquipedale - Veitch, 1899.
  - Angraecum Vigulena - A.magdalenae × A.viguieri - Hillerman, 1987.
  - Angraecum White Diamond - A.Supertans × A.equitans - Hoosier, 2000.
  - Angraecum White Emblem - A.didieri × A.magdalenae - Matsuda, 1991.
  - Angraecum White Lioness - A.leonis × A.Lemförde White Beauty - Kimmerle, 2011.
  - Angraecum Willa Berryman - A.eburneum × A.Christmas Star - Boersma, 2003.

- Hybrides intergénériques
  - Angraecentrum Rumrill Prodigy - A.eichlerianum × Ascocentrum pumilum - Rumrill, 1978.
  - Angraecostylis Blush - A.eichlerianum × Rhynchostylis coelestis - Wallbrunn, 1982.
  - Angraeorchis Mad - A.eichlerianum × Cytorchis arcuata - Rumrill, 1974.
  - Angrangis Keystone Heights - A.eichlerianum × Aerangis brachycarpa - MAJ Orchids, 1985.
  - Angranthes Arachsor - Aeranthes arachnites × Angraecum sororium - Castillon, 1984.
  - Angranthes Christina - Aeranthes neoperrieri × A.rutenbergianum - Hillerman, 1981.
  - Angranthes Coquí - Aeranthes arachnites × Angraecum Veitchii - Patterson, 1975.
  - Angranthes Cornucopia - Aeranthes arachnites × A.eichlerianum - Rumrill, 1982.
  - Angranthes Étoile Filante - Aeranthes neoperrieri × A.magdalenae - Bourdon, 2001.
  - Angranthes Grandalena - Aeranthes grandiflora × A.magdalenae - Hillerman, 1978.
  - Angranthes Grandibert - Aeranthes grandiflora × A.humbertii - Hillerman, 1989.
  - Angranthes Grandidi - Aeranthes grandiflora × A.didieri - Hillerman, 1989.
  - Angranthes Grandivig - Aeranthes grandiflora × A.viguieri - Hillerman, 1982.
  - Angranthes Granruten - Aeranthes grandiflora × A.rutenbergianum - Hillerman, 1989.
  - Angranthes James Kelley - Aeranthes Grandiose × A.leonis - Thoms, 1995.
  - Angranthes Lilicaud - Aeranthes caudata × A.liliodorum - Castillon, 1984.
  - Angranthes Longilena - Aeranthes longipes × A.magdalenae - Hoosier, 1997.
  - Angranthes Lomarlynn - A.magdalenae × Aeranthes ramosa - Ilgenfritz, 1975.
  - Angranthes Luna - A.infundibulare × Aeranthes ramosa - Levy, 1984.
  - Angranthes Primera - A.eburneum subsp. Giryamae × Aeranthes ramosa - Hillerman, 1982.
  - Angranthes Sesquimosa - Aeranthes ramosa × A.sesquipedale - Hillerman, 1989.
  - Angranthes Walnut Valley Star - A.leonis × Aeranthes grandiflora - Rinke, 2003.
  - Angreoniella Ohnishi Akira - A.eichlerianum × Oeoniella polystachys - Onishi, 1986.
  - Eurygraecum Lydia - A.sesquipedale × Eurychone rothschidiana - Hillerman, 1986.
  - Eurygraecum Walnut Valley - Eurygraecum Lydia × A.magdalenae - R.& T., 2006.
  - Neograecum Conny Röllke - Neofinetia falcata × A.scottianum - Röllke Orchzt., 1990.
  - Plectrelgraecum Manerhill - Plecrelminthus caudatus × A.scottianum - Hillerman, 1984.
  - Sobennigraecum Memoria Martin Orenstein - A.Veitchii × Sobennikoffia robusta - A.& R., 1985.